# Nesomyrmex micheleae
Nesomyrmex micheleae (лат.) — вид мелких муравьёв рода Nesomyrmex (Formicidae) из подсемейства Myrmicinae.

## Распространение
Оман (Аравийский полуостров, Ближний Восток): Ayn Sahalnoot, Dhofar Governorate. Фуражирующие рабочие были найдены на большом дереве на юге Омана. Мухафаза Дофар — это богатый биоразнообразием регион с многолетними кустарниками, разбросанными между более широкими участками суглинка, гравия и скал и полувечнозеленых лугов.

## Описание
Мелкие муравьи, длина тела около 3 мм. От близких видов отличается по сочетанию следующих признаков: срединный клипеальный киль отчетливый; узел петиоля сверху почти шестиугольный; область перед глазами и срединная поверхность головы неровные, продольно морщинистая; тело в прямых, тупых, толстых и умеренно коротких щетинках. Окраска тела двухцветная: голова чёрно-коричневая, мезосома, петиоль, постпетиоль, ноги и усики коричневые, брюшко золотисто-жёлтое. Длина головы (HL) 0,77-0,82 мм; ширина головы (HW) 0,60-0,66 мм; головной индекс (CI) 78-80; длина скапуса (SL) 0,53-0,62 мм; индекс скапуса (SI) 80-103. Брюшко гладкое и блестящее. Усики 12-члениковые с булавой из 3 сегментов. Жвалы с 5 зубцами. Стебелёк между грудкой и брюшком состоит из двух члеников: петиолюса и постпетиолюса (последний четко отделен от брюшка), жало развито. Мелкие почвенные муравьи, похожие на представителей рода Leptothorax.

## Систематика
Вид включён в состав группы angulatus species-group (Formicoxenini, или Crematogastrini). Близок к видам Nesomyrmex grisoni, Nesomyrmex zaheri и Nesomyrmex angulatus. Ранее представители рода рассматривались в составе рода Leptothorax. Вид был впервые описан в 2020 году саудовским энтомологом М. Шарафом (Mostafa Sharaf; Department of Plant Protection, College of Food and Agriculture Sciences, King Saud University, Riyadh, Саудовская Аравия) из Омана. Видовое название дано в честь энтомолога Микеле Эспозито (Michele Esposito, California Academy of Sciences, Сан Франциско, США).